# S. Sombra

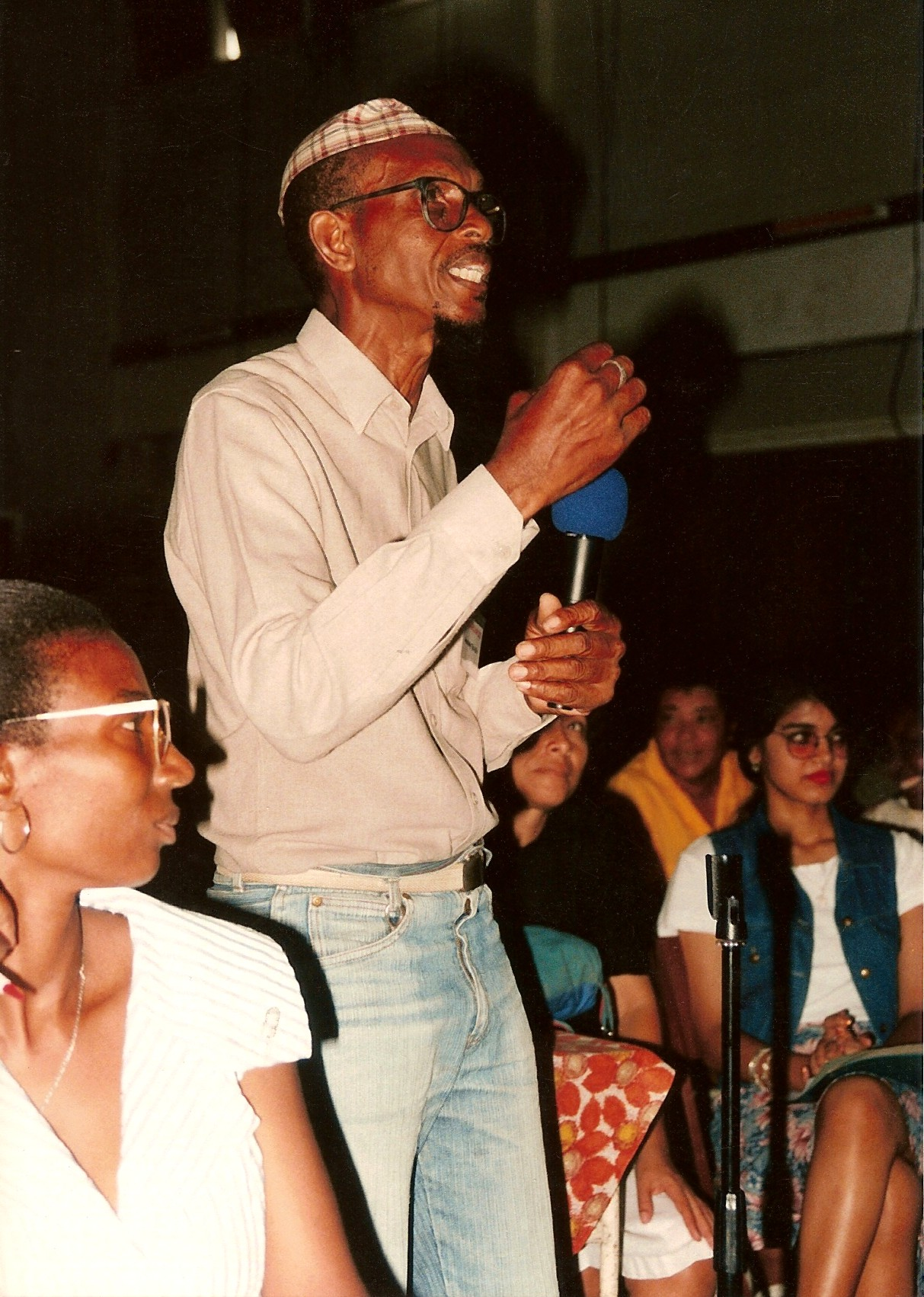
lS. Sombra op het congres Schrijverschap 2000, nationaal of internationaal, in Paramaribo, juli 1997

S. Sombra (Totness, 13 februari 1939) is een Surinaams dichter en voordrachtskunstenaar. Sombra is het pseudoniem van Stanley Richard Slijngard.

## Werk
Hij werkte als stoffeerder, schoolwachter en taxichauffeur. In de jaren ’80 was hij penningmeester van de Schrijversgroep '77. Zijn poëzie getuigt van een sterk medeleven met de onderste lagen van de maatschappij. Sombra is een van de bekendste voordrachtskunstenaars van Suriname en zijn gedichten doen het ook beter bij voordracht dan bij lezing. Naar de vorm is hij schatplichtig aan R. Dobru, maar in zijn beste werk weet hij op fijnzinnige wijze te observeren.
S. Sombra debuteerde met Tarta [Taart] (1974), vervolgens verschenen Dagwe [ Boa constrictor ] (1976), Kroi [Magie] (1982), Ten/Tijd (1989) en Griot (1992). Hij schrijft bijna uitsluitend in het Sranan en in die taal vertelde hij ook het verhaal ‘Futumarki fu grebi’ dat verscheen De Ware Tijd Literair van 1 november 1986, en dat in Nederlandse vertaling verscheen als ‘Voetsporen naar het graf’ in de bloemlezing Hoor die tori! (1990). Ook in de bloemlezing Sirito (1993) verscheen een verhaal van hem. Hij droeg ook bij aan de Engelstalige bloemlezing uit de Surinaamse literatuur Diversity is power (2007).
In 2010 werd hij benoemd tot Officier in de Ereorde van de Gele Ster. Hij werd in 2023 een maand lang geëerd op de Iconenkalender van NAKS. In hetzelfde jaar werd hij ook onderscheiden met de Henri Frans de Ziel Cultuurprijs (Trefossaprijs).

## Over S. Sombra
- Michiel van Kempen, 'Ik wil mijn vrouw ruilen voor een pen en een stuk papier: Schrijven in Suriname.' In: de Volkskrant, 10 mei 1991.
- Michiel van Kempen, Een geschiedenis van de Surinaamse literatuur. Breda: De Geus, 2003, deel II, pp. 1039-1041.